# Anna Bartlett Warner

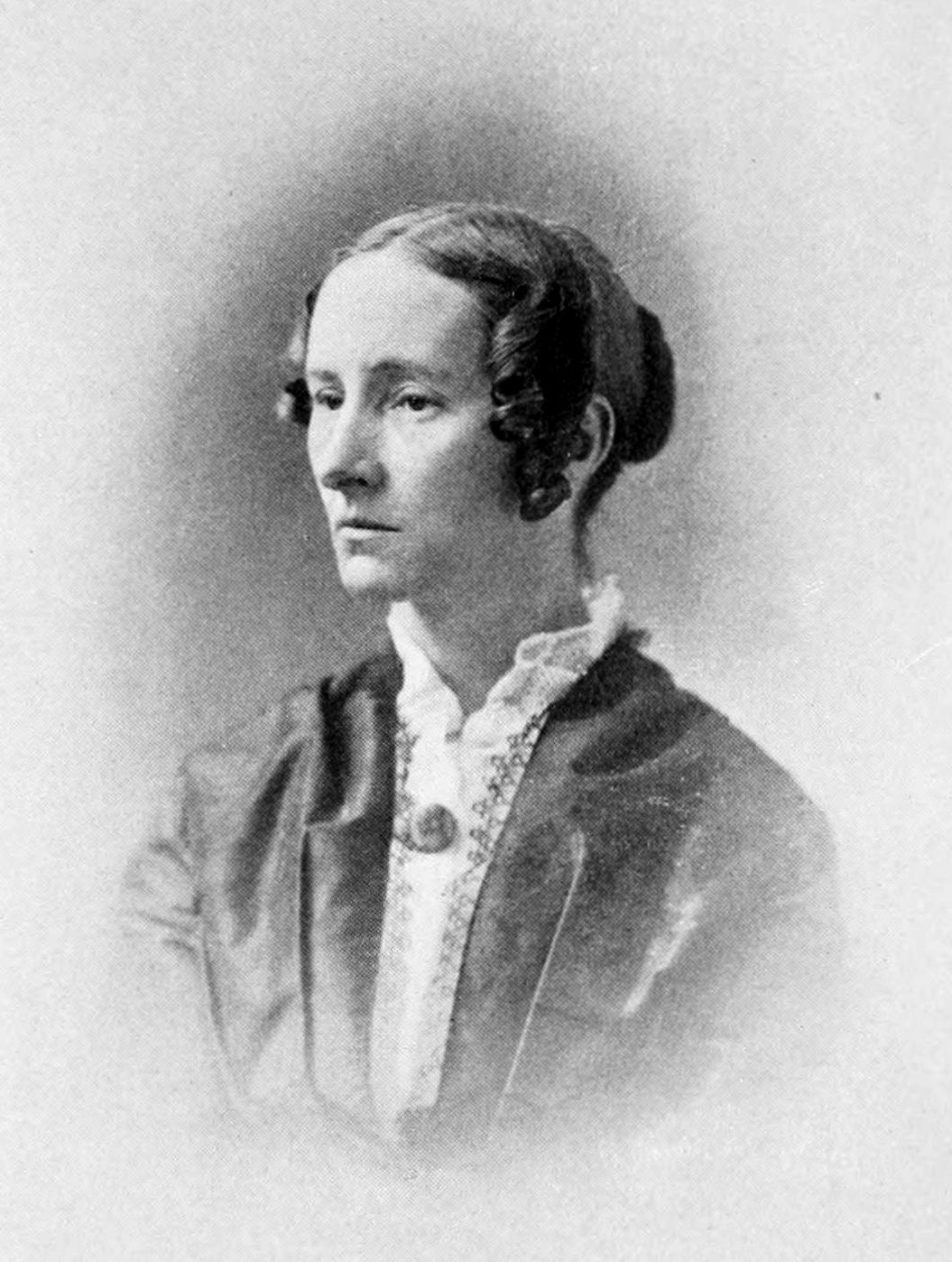
Anna Bartlett Warner

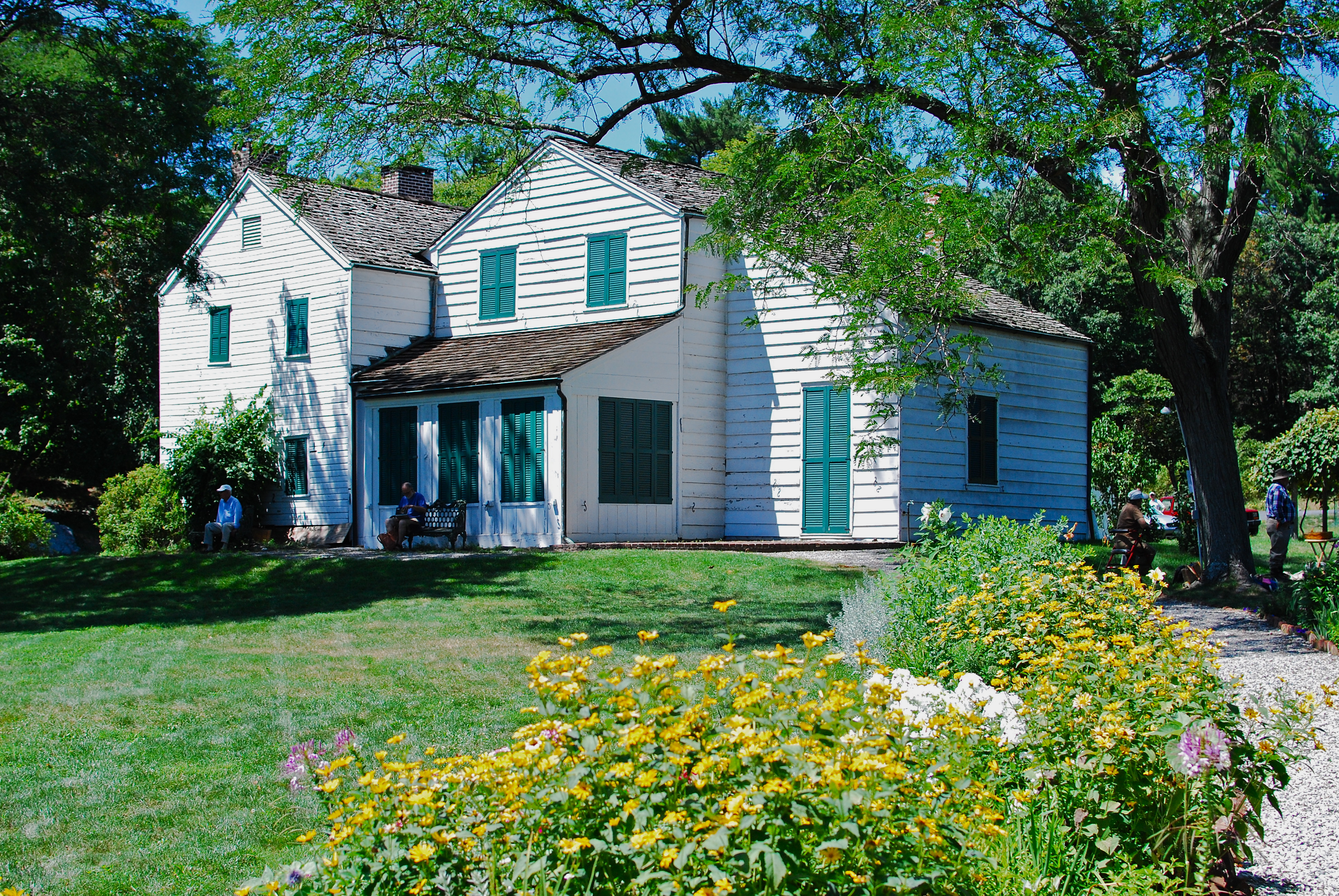
Erhaltenes Warner House auf Constitution Island, 2010

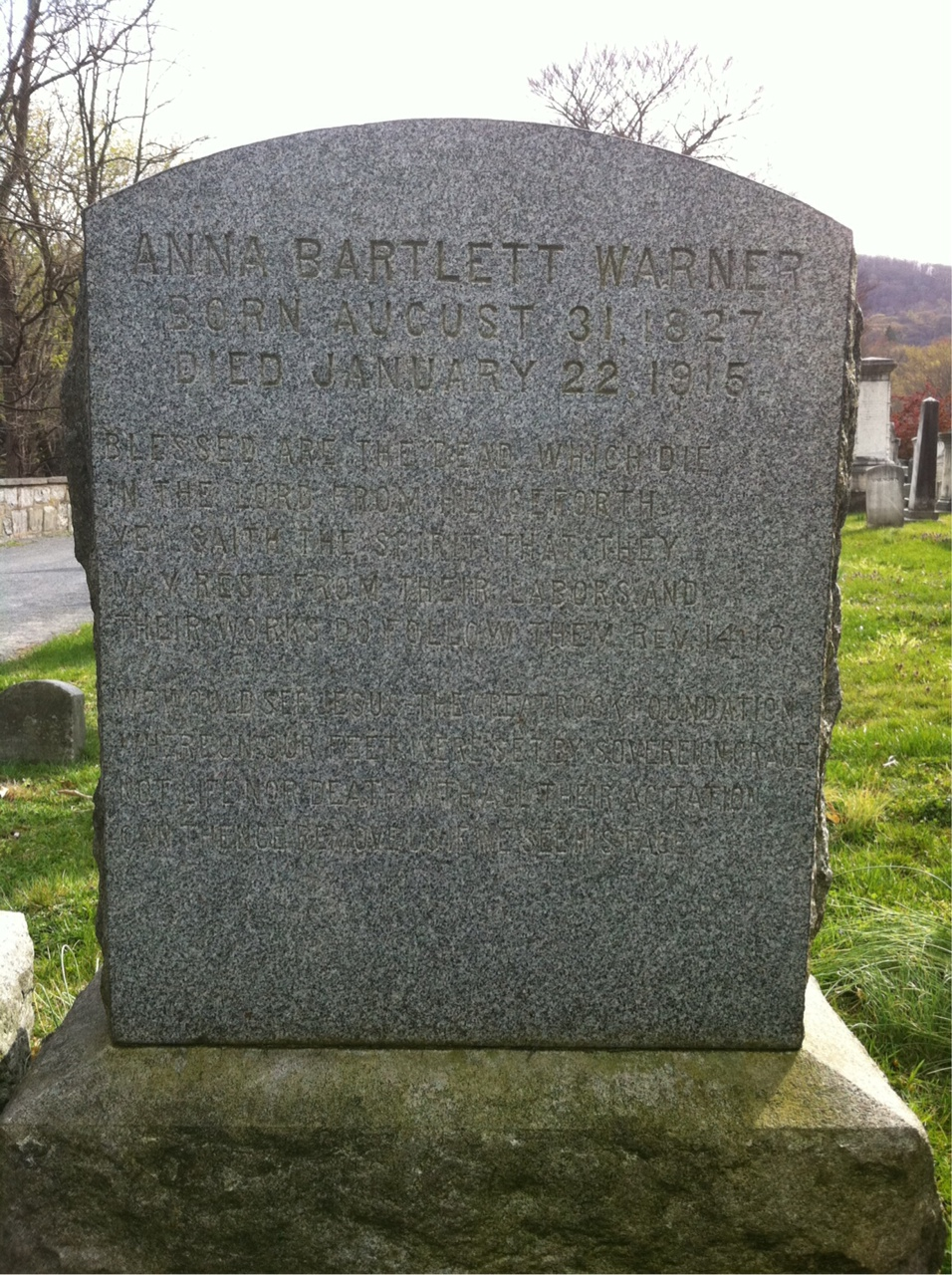
Grabstelle Anna Bartlett Warner auf dem West Point Cemetery

Anna Bartlett Warner, auch unter dem Pseudonym Amy Lothrop tätig (*  31. August 1827 in Long Island, New York; † 22. Januar 1915 in Highland Falls, New York), war eine US-amerikanische presbyterianische Schriftstellerin, Autorin diverser Bücher und Gedichte, die als Kirchenlieder und religiöse Lieder für Kinder vertont wurden.

## Leben
Anna Bartlett Warner wurde in einer alteingesessenen Familie geboren, die ihre Abstammung von den ersten Puritanern auf beiden Seiten zurückverfolgen konnte. Ihr Vater war Henry Warner, ein Anwalt aus New York City, der ursprünglich aus Neuengland stammte, und ihre Mutter war Anna Bartlett, die aus einer wohlhabenden Familie am New Yorker Hudson Square stammte. Sie hatte eine Schwester namens Susan (1819–1887). Die Schwester wurden privat unterrichtet. Als Warner noch ein kleines Kind war, starb ihre Mutter, und die Schwester ihres Vaters, Fanny, kam zu den Warners. Obwohl der Vater wohlhabend gewesen war, verlor er den größten Teil seines Vermögens in der Panik von 1837 und in den darauf folgenden Prozessen und Fehlinvestitionen. Die Familie musste ihre Villa in Manhattan verlassen und in ein altes Farmhaus aus der Zeit des Revolutionskriegs auf Constitution Island im Hudson River gegenüber von West Point, NY, umziehen. Im Jahr 1849, als sich die finanzielle Situation der Familie kaum änderte, begannen Susan und Anna zu schreiben, auch um ein Einkommen zu erzielen.
Das bekannteste ihrer Kirchenliederdichtungen ist sicherlich Jesus Loves Me. Einige Strophen dieses Liedes erscheinen in modernen Gesangbüchern, die von David Rutherford McGuire umgeschrieben wurden.
Gemeinsam mit ihrer Schwester Susan (die unter dem Pseudonym „Elizabeth Wetherell“) schrieb sie einige Bücher, darunter Wych Hazel (1853), Mr. Rutherford's Children (1855) und The Hills of the Shatemuc (1856). Manchmal schrieb sie auch unter dem Pseudonym „Amy Lothrop“. Sie schrieb insgesamt einunddreißig eigene Romane, von denen Dollars and Cents (1852) der populärste war, andere waren Gold of Chickaree, In West Point Colors (1904), Stories of Blackberry Hollow und Stories of Vinegar Hill (1872). Sie schrieb auch eine Biografie über ihre Schwester Susan. Die Schwester gaben zusammen über mehrere Jahre Bibelkurse für die Kadetten in der United States Military Academy in West Point, wo ihr Onkel von 1828 bis 1838 als Kaplan tätig war.
Nach dem Tod von Susan lebte Bartlett Warner allein auf Constitution Island. Sie lehnte mehrere Angebote ab, die Insel an Bauunternehmer zu verkaufen, weil sie hoffte, sie würde eines Tages Teil des West Point Reservats werden. Mehrere Gesetzesentwürfe, die den Kauf der Insel durch die Bundesregierung vorsahen, scheiterten im Kongress. 1908 erwarb Margaret Olivia Slocum Sage, die Witwe von Russell Sage, Constitution Island von Bartlett Warner und übergab die Insel der Regierung. Ihr Bartlett Warners ehemaliges Elternhaus ist heute ein Museum auf dem Gelände der United States Military Academy. Die Constitution Island Association hält das Haus und die Gärten instand, so dass sie dem Erscheinungsbild zu Bartlett Warners Lebzeiten ähneln, und zwar in Anlehnung an ihre monatlichen Beschreibungen des Lebens auf Constitution Island, die sie in Gardening by Myself niedergeschrieben hatte.
Bartlett Warner starb 1915 in ihrem Haus in Highland Falls und wurde auf dem West Point Cemetery begraben.